# Rangliste (DDR-Fußball)/1960er
Dieser Artikel gibt eine Übersicht über die Historie der fuwo-Bestenliste der DDR-Fußballfachzeitschrift Neue Fußballwoche (fuwo) in der Zeit von 1964 bis 1970.

## Sommer 1964
Veröffentlicht in der fuwo 31/1964 vor Beginn der Saison 1964/65. Die Rangliste bewertet die Oberligaspiele 1963/64.
| Position      | Elf des Jahres                           | 55-Bestenliste | Im Gespräch |
| ------------- | ---------------------------------------- | --- | --- |
| Torhüter      | Jürgen Heinsch (SC Empor Rostock)        | Klaus Günther (BSG Chemie Leipzig) Manfred Hambeck (SC Karl-Marx-Stadt) Gerhard Weiß (ASK Vorwärts Berlin) Alfred Zulkowski (ASK Vorwärts Berlin)     | Harald Fritzsche (SC Motor Jena) Klaus Heinzel (BSG Motor Steinach) Hans-Georg Moldenhauer (SC Aufbau Magdeburg) |
| Abwehrspieler | Manfred Walter (BSG Chemie Leipzig)      | Werner Heine (SC Dynamo Berlin) Werner Unger (ASK Vorwärts Berlin) Ernst Lindner (BSG Lok Stendal) Kurt Zapf (SC Empor Rostock)                       | - |
| Abwehrspieler | Klaus Urbanczyk (SC Chemie Halle)        | Michael Faber (SC Leipzig) Manfred Weikert (SC Karl-Marx-Stadt) Gerd Sackritz (SC Empor Rostock) Alois Glaubitz (BSG Motor Zwickau)                   | Manfred Felke (BSG Lok Stendal) Peter Rock (SC Motor Jena) Peter Gießner (SC Leipzig)                            |
| Abwehrspieler | Hans-Dieter Krampe (ASK Vorwärts Berlin) | Manfred Geisler (SC Leipzig) Helmut Hergesell (SC Empor Rostock) Albrecht Müller (SC Karl-Marx-Stadt) Siegfried Woitzat (SC Motor Jena)               | Dietmar Pohl (BSG Wismut Aue) Martin Skaba (SC Dynamo Berlin) Gerhard Franke (SC Turbine Erfurt)                 |
| Läufer        | Herbert Pankau (SC Empor Rostock)        | Manfred Kaiser (BSG Wismut Aue) Fritz Feister (SC Karl-Marx-Stadt) Herbert Fölsche (BSG Motor Steinach) Hans-Jürgen Naumann (SC Leipzig)              | Günter Kubisch (SC Aufbau Magdeburg) Lothar Schmiedel (BSG Wismut Aue)                                           |
| Läufer        | Gerhard Körner (ASK Vorwärts Berlin)     | Kurt Liebrecht (BSG Lok Stendal) Klaus-Dieter Seehaus (SC Empor Rostock) Bernd Bransch (SC Chemie Halle) Manfred Kupferschmied (SC Karl-Marx-Stadt)   | - |
| Halbstürmer   | Heino Kleiminger (SC Empor Rostock)      | Dieter Erler (SC Karl-Marx-Stadt) Helmut Müller (SC Motor Jena) Jürgen Nöldner (ASK Vorwärts Berlin) Klaus Lisiewicz (Chemie Leipzig)                 | Joachim Hall (SC Dynamo Berlin)                                                                                  |
| Halbstürmer   | Bernd Bauchspieß (BSG Chemie Leipzig)    | Werner Drews (SC Empor Rostock) Otto Fräßdorf (ASK Vorwärts Berlin) Volker Franke (SC Leipzig) Günter Wolff (SC Dynamo Berlin)                        | Günter Queck (BSG Motor Steinach)                                                                                |
| Angriff       | Wolfgang Barthels (SC Empor Rostock)     | Rainer Nachtigall (ASK Vorwärts Berlin) Dieter Engelhardt (SC Leipzig) Albrecht Strohmeyer (BSG Lok Stendal) Hans-Günter Schröder (SC Turbine Erfurt) | Horst Walter (SC Chemie Halle) Arno Zerbe (SC Leipzig)                                                           |
| Angriff       | Henning Frenzel (SC Leipzig)             | Peter Ducke (SC Motor Jena) Gerd Backhaus (BSG Lok Stendal) Werner Linß (BSG Motor Steinach) Dieter Scherbarth (BSG Chemie Leipzig)                   | Rolf Steinmann (SC Karl-Marx-Stadt) Hartmut Rentzsch (BSG Motor Zwickau)                                         |
| Angriff       | Roland Ducke (SC Motor Jena)             | Eberhard Vogel (SC Karl-Marx-Stadt) Hermann Stöcker (SC Aufbau Magdeburg) Wolfgang Behla (BSG Chemie Leipzig) Werner Gase (SC Leipzig)                | Günter Madeja (SC Empor Rostock)                                                                                 |

## Winter 1965
Veröffentlicht in der fuwo 52/1965 zu Beginn der Winterpause der Saison 1965/66. Abweichend vom üblichen Saisonzeitraum bewertet die Rangliste die DDR-Oberligaspieler des Kalenderjahres 1965.
| Position      | Elf des Jahres                      | 55-Bestenliste | Im Gespräch |
| ------------- | ----------------------------------- | --- | ----------- |
| Torhüter      | Horst Weigang (FC Rot-Weiß Erfurt)  | Wolfgang Blochwitz (FC Carl Zeiss Jena) Jürgen Heinsch (FC Hansa Rostock) Klaus Thiele (BSG Wismut Aue) Jürgen Bräunlich (BFC Dynamo)                         | -           |
| Abwehrspieler | Otto Fräßdorf (FC Vorwärts Berlin)  | Gerd Sackritz (FC Hansa Rostock) Michael Faber (1. FC Lokomotive Leipzig) Peter Rock (FC Carl Zeiss Jena) Claus Kreul (FC Karl-Marx-Stadt)                    | -           |
| Abwehrspieler | Jochen Carow (BFC Dynamo)           | Manfred Walter (BSG Chemie Leipzig) Wolfgang Pfeifer (Dynamo Dresden) Bernd Bransch (HFC Chemie) Ernst Lindner (BSG Lok Stendal)                              | -           |
| Abwehrspieler | Helmut Hergesell (FC Hansa Rostock) | Manfred Geisler (1. FC Lokomotive Leipzig) Hans-Dieter Krampe (FC Vorwärts Berlin) Martin Skaba (BFC Dynamo) Gerhard Franke (FC Rot-Weiß Erfurt)              | -           |
| Mittelfeld    | Herbert Pankau (FC Hansa Rostock)   | Waldemar Mühlbächer (BFC Dynamo) Friedrich-Wilhelm Göcke (BSG Wismut Aue) Hans-Jürgen Naumann (1. FC Lokomotive Leipzig) Winfried Patzer (FC Carl Zeiss Jena) | -           |
| Mittelfeld    | Gerhard Körner (FC Vorwärts Berlin) | Klaus-Dieter Seehaus (FC Hansa Rostock) Kurt Liebrecht (BSG Lok Stendal) Klaus Sammer (Dynamo Dresden) Gerd Unglaube (BFC Dynamo)                             | -           |
| Angriff       | Uwe Ziegler (Dynamo Dresden)        | Wolfgang Barthels (FC Hansa Rostock) Dieter Engelhardt (1. FC Lokomotive Leipzig) Michael Polywka (FC Carl Zeiss Jena) Horst Walter (HFC Chemie)              | -           |
| Angriff       | Jürgen Nöldner (FC Vorwärts Berlin) | Heino Kleiminger (FC Hansa Rostock) Rainer Trölitzsch (FC Rot-Weiß Erfurt) Helmut Müller (FC Carl Zeiss Jena) Horst Jura (BSG Motor Zwickau)                  | -           |
| Angriff       | Dieter Erler (FC Karl-Marx-Stadt)   | Erhard Kochale (BFC Dynamo) Klaus Lisiewicz (Chemie Leipzig) Dieter Lange (FC Carl Zeiss Jena) Harald Irmscher (BSG Motor Zwickau)                            | -           |
| Angriff       | Peter Ducke (FC Carl Zeiss Jena)    | Henning Frenzel (1. FC Lokomotive Leipzig) Gerd Backhaus (BSG Lok Stendal) Bernd Bauchspieß (BSG Chemie Leipzig) Eberhard Härtwig (BSG Wismut Aue)            | -           |
| Angriff       | Eberhard Vogel (FC Karl-Marx-Stadt) | Roland Ducke (FC Carl Zeiss Jena) Hermann Stöcker (1. FC Magdeburg) Günter Madeja (FC Hansa Rostock) Hartmut Hoffmann (BSG Motor Zwickau)                     | -           |

## Winter 1966
Veröffentlicht in der fuwo 52/1966 zu Beginn der Winterpause der Saison 1966/67. Abweichend vom üblichen Saisonzeitraum bewertet die Rangliste die DDR-Oberligaspieler des Kalenderjahres 1966.
| Position      | Elf des Jahres                             | 55-Bestenliste | Im Gespräch |
| ------------- | ------------------------------------------ | --- | --- |
| Torhüter      | Wolfgang Blochwitz (FC Carl Zeiss Jena)    | Jürgen Croy (BSG Motor Zwickau) Horst Weigang (FC Rot-Weiß Erfurt) Alfred Zulkowski (FC Vorwärts Berlin) Jürgen Bräunlich (BFC Dynamo)                          | Manfred Hambeck (FC Karl-Marx-Stadt) Peter Blüher (1. FC Union Berlin)                                                                         |
| Abwehrspieler | Otto Fräßdorf (FC Vorwärts Berlin)         | Michael Faber (1. FC Lokomotive Leipzig) Klaus Urbanczyk (HFC Chemie) Udo Preuße (FC Carl Zeiss Jena) Gerd Sackritz (FC Hansa Rostock)                          | Claus Kreul (FC Karl-Marx-Stadt) Dieter Stumpf (BFC Dynamo) Wolfgang Hillmann (1. FC Union Berlin) Christoph Franke (1. FC Lokomotive Leipzig) |
| Abwehrspieler | Manfred Walter (BSG Chemie Leipzig)        | Fritz Feister (FC Karl-Marx-Stadt) Peter Gießner (1. FC Lokomotive Leipzig) Peter Rock (FC Carl Zeiss Jena) Wolfgang Wruck (1. FC Union Berlin)                 | Manfred Rump (FC Hansa Rostock) |
| Abwehrspieler | Manfred Geisler (1. FC Lokomotive Leipzig) | Bernd Bransch (HFC Chemie) Peter Müller (FC Karl-Marx-Stadt) Hans-Dieter Krampe (FC Vorwärts Berlin) Klaus Korn (1. FC Union Berlin)                            | Helmut Hergesell (FC Hansa Rostock) |
| Mittelfeld    | Herbert Pankau (FC Hansa Rostock)          | Harald Irmscher (BSG Motor Zwickau) Albrecht Müller (FC Karl-Marx-Stadt) Ulrich Prüfke (1. FC Union Berlin) Klaus Sammer (Dynamo Dresden)                       | Uwe Ziegler (Dynamo Dresden) Albrecht Strohmeyer (BSG Lok Stendal) Ulrich Rothe (HFC Chemie) Günter Wolff (BFC Dynamo)                         |
| Mittelfeld    | Gerhard Körner (FC Vorwärts Berlin)        | Klaus-Dieter Seehaus (FC Hansa Rostock) Karl Drößler (1. FC Lokomotive Leipzig) Horst Jura (BSG Motor Zwickau) Kurt Liebrecht (BSG Lok Stendal)                 | Joachim Posselt (FC Karl-Marx-Stadt) Harald Betke (1. FC Union Berlin)                                                                         |
| Angriff       | Roland Ducke (FC Carl Zeiss Jena)          | Dieter Engelhardt (1. FC Lokomotive Leipzig) Wolfgang Barthels (FC Hansa Rostock) Eberhard Schuster (FC Karl-Marx-Stadt) Rainer Nachtigall (FC Vorwärts Berlin) | Günter Hoge (1. FC Union Berlin) Horst Walter (HFC Chemie)                                                                                     |
| Angriff       | Jürgen Nöldner (FC Vorwärts Berlin)        | Jürgen Decker (FC Hansa Rostock) Rolf Steinmann (FC Karl-Marx-Stadt) Bernd Bauchspieß (BSG Chemie Leipzig) Arno Zerbe (1. FC Lokomotive Leipzig)                | Joachim Ernst (1. FC Union Berlin) Konrad Schaller (BSG Wismut Aue)                                                                            |
| Angriff       | Dieter Erler (FC Karl-Marx-Stadt)          | Hans-Jürgen Naumann (1. FC Lokomotive Leipzig) Hans-Jürgen Kreische (Dynamo Dresden) Hartmut Rentzsch (BSG Motor Zwickau) Dieter Karow (BSG Lok Stendal)        | - |
| Angriff       | Henning Frenzel (1. FC Lokomotive Leipzig) | Helmut Stein (FC Carl Zeiss Jena) Manfred Lienemann (FC Karl-Marx-Stadt) Gerd Backhaus (BSG Lok Stendal) Ralf Quest (1. FC Union Berlin)                        | Horst Wruck (FC Vorwärts Berlin) Peter Henschel (BSG Motor Zwickau)                                                                            |
| Angriff       | Eberhard Vogel (FC Karl-Marx-Stadt)        | Wolfram Löwe (1. FC Lokomotive Leipzig) Werner Drews (FC Hansa Rostock) Rainer Langer (HFC Chemie) Siegfried Gumz (Dynamo Dresden)                              | - |

## Sommer 1967
Veröffentlicht in der fuwo 32/1967 vor Beginn der Saison 1967/68.  Die Rangliste bewertet die Oberligaspiele 1966/67.
| Position      | Elf des Jahres                             | 55-Bestenliste | Im Gespräch                        |
| ------------- | ------------------------------------------ | --- | ---------------------------------- |
| Torhüter      | Wolfgang Blochwitz (FC Carl Zeiss Jena)    | Jürgen Croy (BSG Motor Zwickau) Manfred Fuchs (BSG Wismut Aue) Jürgen Bräunlich (BFC Dynamo) Manfred Hambeck (FC Karl-Marx-Stadt)                      | Horst Weigang (FC Rot-Weiß Erfurt) |
| Abwehrspieler | Otto Fräßdorf (FC Vorwärts Berlin)         | Michael Faber (1. FC Lokomotive Leipzig) Dieter Stumpf (BFC Dynamo) Alois Glaubitz (BSG Motor Zwickau) Klaus Urbanczyk (HFC Chemie)                    | -                                  |
| Abwehrspieler | Peter Gießner (1. FC Lokomotive Leipzig)   | Fritz Feister (FC Karl-Marx-Stadt) Klaus Sammer (Dynamo Dresden) Peter Rock (FC Carl Zeiss Jena) Albert Beier (BSG Motor Zwickau)                      | -                                  |
| Abwehrspieler | Albrecht Müller (FC Karl-Marx-Stadt)       | Wolfgang Wruck (1. FC Union Berlin) Ernst Lindner (BSG Lok Stendal) Manfred Walter (BSG Chemie Leipzig) Wolfgang Pfeifer (Dynamo Dresden)              | -                                  |
| Abwehrspieler | Manfred Geisler (1. FC Lokomotive Leipzig) | Bernd Bransch (HFC Chemie) Konrad Wagner (BSG Wismut Aue) Klaus Korn (1. FC Union Berlin) Peter Müller (FC Karl-Marx-Stadt)                            | -                                  |
| Mittelfeld    | Harald Irmscher (BSG Motor Zwickau)        | Herbert Pankau (FC Hansa Rostock) Ulrich Prüfke (1. FC Union Berlin) Arno Zerbe (1. FC Lokomotive Leipzig) Werner Krauß (FC Carl Zeiss Jena)           | -                                  |
| Mittelfeld    | Gerhard Körner (FC Vorwärts Berlin)        | Kurt Liebrecht (BSG Lok Stendal) Klaus-Dieter Seehaus (FC Hansa Rostock) Horst Jura (BSG Motor Zwickau) Hans-Jürgen Naumann (1. FC Lokomotive Leipzig) | -                                  |
| Angriff       | Roland Ducke (FC Carl Zeiss Jena)          | Eberhard Vogel (FC Karl-Marx-Stadt) Rainer Langer (HFC Chemie) Wolfram Löwe (1. FC Lokomotive Leipzig) Hartmut Hoffmann (BSG Motor Zwickau)            | -                                  |
| Angriff       | Werner Lehrmann (HFC Chemie)               | Manfred Lienemann (FC Karl-Marx-Stadt) Jürgen Nöldner (FC Vorwärts Berlin) Hartmut Rentzsch (BSG Motor Zwickau) Gerd Backhaus (BSG Lok Stendal)        | -                                  |
| Angriff       | Dieter Erler (FC Karl-Marx-Stadt)          | Henning Frenzel (1. FC Lokomotive Leipzig) Helmut Stein (FC Carl Zeiss Jena) Hans-Jürgen Kreische (Dynamo Dresden) Konrad Schaller (BSG Wismut Aue)    | -                                  |
| Angriff       | Eberhard Schuster (FC Karl-Marx-Stadt)     | Ernst Einsiedel (BSG Wismut Aue) Dieter Engelhardt (1. FC Lokomotive Leipzig) Günter Hoge (1. FC Union Berlin) Rainer Nachtigall (FC Vorwärts Berlin)  | -                                  |

## Winter 1967
Veröffentlicht in der fuwo 3/1968 in der Winterpause der Saison 1967/68. Abweichend vom üblichen Saisonzeitraum bewertet die Rangliste die DDR-Oberligaspieler des Kalenderjahres 1967.
| Position      | Elf des Jahres                             | 55-Bestenliste | Im Gespräch |
| ------------- | ------------------------------------------ | --- | --- |
| Torhüter      | Wolfgang Blochwitz (FC Carl Zeiss Jena)    | Horst Weigang (FC Rot-Weiß Erfurt) Jürgen Heinsch (FC Hansa Rostock) Jürgen Croy (BSG Motor Zwickau) Rainer Ignaczak (1. FC Union Berlin)               | Gert Jüsgen (1. FC Magdeburg) Hans Zeppmeisel (BSG Lok Stendal) Manfred Fuchs (BSG Wismut Aue) Alfred Zulkowski (FC Vorwärts Berlin) |
| Abwehrspieler | Klaus Urbanczyk (HFC Chemie)               | Otto Fräßdorf (FC Vorwärts Berlin) Heinz Marx (FC Carl Zeiss Jena) Friedrich-Wilhelm Göcke (BSG Wismut Aue) Christoph Franke (1. FC Lokomotive Leipzig) | Wolfgang Hillmann (1. FC Union Berlin)                                                                                               |
| Abwehrspieler | Peter Rock (FC Carl Zeiss Jena)            | Klaus Sammer (Dynamo Dresden) Peter Gießner (1. FC Lokomotive Leipzig) Dietmar Pohl (BSG Wismut Aue) Günter Fronzeck (1. FC Magdeburg)                  | Manfred Müller (FC Vorwärts Berlin)                                                                                                  |
| Abwehrspieler | Wolfgang Wruck (1. FC Union Berlin)        | Harald Wehner (FC Rot-Weiß Erfurt) Manfred Walter (Chemie Leipzig) Michael Strempel (FC Carl Zeiss Jena) Manfred Zapf (1. FC Magdeburg)                 | Klaus-Dieter Seehaus (FC Hansa Rostock) Jörg Ohm (Chemie Leipzig)                                                                    |
| Abwehrspieler | Bernd Bransch (HFC Chemie)                 | Manfred Geisler (1. FC Lokomotive Leipzig) Hans-Dieter Krampe (FC Vorwärts Berlin) Jürgen Werner (FC Carl Zeiss Jena) Rolf Retschlag (1. FC Magdeburg)  | Peter Müller (FC Karl-Marx-Stadt) Siegmar Wätzlich (Dynamo Dresden) Günter Bräsel (FC Hansa Rostock)                                 |
| Mittelfeld    | Harald Irmscher (BSG Motor Zwickau)        | Rainer Schlutter (FC Carl Zeiss Jena) Gerhard Körner (FC Vorwärts Berlin) Ulrich Prüfke (1. FC Union Berlin) Rainer Trölitzsch (FC Rot-Weiß Erfurt)     | Gerd Brunner (FC Carl Zeiss Jena) Michael Faber (1. FC Lokomotive Leipzig) Konrad Schaller (BSG Wismut Aue)                          |
| Mittelfeld    | Herbert Pankau (FC Hansa Rostock)          | Roland Ducke (FC Carl Zeiss Jena) Bernd Hofmann (Dynamo Dresden) Erich Hamann (FC Vorwärts Berlin) Werner Drews (FC Hansa Rostock)                      | Harald Betke (1. FC Union Berlin) Kurt Habermann (FC Hansa Rostock) Jürgen Breinig (HFC Chemie) Wolfgang Seguin (1. FC Magdeburg)    |
| Angriff       | Günter Hoge (1. FC Union Berlin)           | Helmut Stein (FC Carl Zeiss Jena) Hermann Stöcker (1. FC Magdeburg) Roland Nowotny (HFC Chemie) Horst Wruck (FC Vorwärts Berlin)                        | Jürgen Decker (FC Hansa Rostock) Helmut Schmidt (Chemie Leipzig)                                                                     |
| Angriff       | Dieter Erler (FC Karl-Marx-Stadt)          | Hans-Jürgen Kreische (Dynamo Dresden) Peter Ducke (FC Carl Zeiss Jena) Gerd Kostmann (FC Hansa Rostock) Gerd Stieler (FC Rot-Weiß Erfurt)               | Hans-Jürgen Naumann (1. FC Lokomotive Leipzig) Ralf Quest (1. FC Union Berlin) Reinhard Gärtner (1. FC Union Berlin)                 |
| Angriff       | Henning Frenzel (1. FC Lokomotive Leipzig) | Jürgen Nöldner (FC Vorwärts Berlin) Ernst Einsiedel (BSG Wismut Aue) Gerd Backhaus (BSG Lok Stendal) Uwe Ziegler (Dynamo Dresden)                       | Arno Zerbe (1. FC Lokomotive Leipzig) Joachim Walter (1. FC Magdeburg) Meinhard Uentz (1. FC Union Berlin)                           |
| Angriff       | Wolfram Löwe (1. FC Lokomotive Leipzig)    | Eberhard Vogel (FC Karl-Marx-Stadt) Karl-Heinz Zeidler (BSG Wismut Aue) Wolfgang Abraham (1. FC Magdeburg) Dieter Scheitler (FC Carl Zeiss Jena)        | Siegfried Gumz (Dynamo Dresden) Rainer Langer (HFC Chemie)                                                                           |

## Sommer 1968
Veröffentlicht in der fuwo 27/1968 vor Beginn der Saison 1968/69. Die Rangliste bewertet die Oberligaspiele 1967/68.
| Position      | Elf des Jahres                             | 55-Bestenliste | Im Gespräch |
| ------------- | ------------------------------------------ | --- | --- |
| Torhüter      | Jürgen Croy (Sachsenring Zwickau)          | Wolfgang Blochwitz (FC Carl Zeiss Jena) Horst Weigang (FC Rot-Weiß Erfurt) Rainer Ignaczak (1. FC Union Berlin) Alfred Zulkowski (FC Vorwärts Berlin)          | - |
| Abwehrspieler | Klaus Urbanczyk (HFC Chemie)               | Otto Fräßdorf (FC Vorwärts Berlin) Christoph Franke (1. FC Lokomotive Leipzig) Friedrich-Wilhelm Göcke (BSG Wismut Aue) Wolfgang Hillmann (1. FC Union Berlin) | Heinz Marx (FC Carl Zeiss Jena) Udo Preuße (FC Carl Zeiss Jena)                                                                         |
| Abwehrspieler | Peter Rock (FC Carl Zeiss Jena)            | Günter Fronzeck (1. FC Magdeburg) Klaus Sammer (Dynamo Dresden) Peter Gießner (1. FC Lokomotive Leipzig) Harald Wehner (FC Rot-Weiß Erfurt)                    | Dietmar Pohl (BSG Wismut Aue) Fritz Feister (FC Karl-Marx-Stadt) Dieter Wruck (FC Hansa Rostock)                                        |
| Abwehrspieler | Wolfgang Wruck (1. FC Union Berlin)        | Klaus-Dieter Seehaus (FC Hansa Rostock) Manfred Zapf (1. FC Magdeburg) Albrecht Müller (FC Karl-Marx-Stadt) Michael Strempel (FC Carl Zeiss Jena)              | Wolfgang Strübing (FC Vorwärts Berlin) Jörg Ohm (Chemie Leipzig)                                                                        |
| Abwehrspieler | Bernd Bransch (HFC Chemie)                 | Rolf Retschlag (1. FC Magdeburg) Peter Müller (FC Karl-Marx-Stadt) Jürgen Werner (FC Carl Zeiss Jena) Manfred Geisler (1. FC Lokomotive Leipzig)               | Siegmar Wätzlich (Dynamo Dresden) |
| Mittelfeld    | Rainer Schlutter (FC Carl Zeiss Jena)      | Ulrich Prüfke (1. FC Union Berlin) Gerhard Körner (FC Vorwärts Berlin) Harald Irmscher (Sachsenring Zwickau) Rainer Trölitzsch (FC Rot-Weiß Erfurt)            | Heinz Steinborn (1. FC Magdeburg) Gerd Brunner (FC Carl Zeiss Jena)                                                                     |
| Mittelfeld    | Herbert Pankau (FC Hansa Rostock)          | Roland Ducke (FC Carl Zeiss Jena) Werner Drews (FC Hansa Rostock) Wolfgang Seguin (1. FC Magdeburg) Hans-Jürgen Naumann (1. FC Lokomotive Leipzig)             | Harald Betke (1. FC Union Berlin) Jürgen Breinig (HFC Chemie)                                                                           |
| Angriff       | Helmut Stein (FC Carl Zeiss Jena)          | Günter Hoge (1. FC Union Berlin) Hermann Stöcker (1. FC Magdeburg) Helmut Schmidt (Chemie Leipzig) Rainer Nachtigall (FC Vorwärts Berlin)                      | Eberhard Schuster (FC Karl-Marx-Stadt)                                                                                                  |
| Angriff       | Dieter Erler (FC Karl-Marx-Stadt)          | Joachim Walter (1. FC Magdeburg) Hans-Jürgen Kreische (Dynamo Dresden) Bernd Bauchspieß (BSG Chemie Leipzig) Gerd Kostmann (FC Hansa Rostock)                  | Klaus-Dieter Boelssen (HFC Chemie) Horst Begerad (FC Vorwärts Berlin) Ralf Quest (1. FC Union Berlin) Gerd Stieler (FC Rot-Weiß Erfurt) |
| Angriff       | Henning Frenzel (1. FC Lokomotive Leipzig) | Jürgen Sparwasser (1. FC Magdeburg) Jürgen Nöldner (FC Vorwärts Berlin) Peter Ducke (FC Carl Zeiss Jena) Gerd Backhaus (BSG Lok Stendal)                       | Ernst Einsiedel (BSG Wismut Aue) Meinhard Uentz (1. FC Union Berlin) Hartmut Rentzsch (Sachsenring Zwickau)                             |
| Angriff       | Eberhard Vogel (FC Karl-Marx-Stadt)        | Karl-Heinz Zeidler (BSG Wismut Aue) Wolfram Löwe (1. FC Lokomotive Leipzig) Dieter Scheitler (FC Carl Zeiss Jena) Wolfgang Abraham (1. FC Magdeburg)           | Siegfried Gumz (Dynamo Dresden) Hartmut Hoffmann (Sachsenring Zwickau) Erhard Meyer (FC Rot-Weiß Erfurt)                                |

## Winter 1968
Veröffentlicht in der fuwo 52/1968 in der Winterpause der Saison 1968/69. Abweichend vom üblichen Saisonzeitraum bewertet die Rangliste die DDR-Oberligaspieler des Kalenderjahres 1968.
| Position      | Elf des Jahres                             | 55-Bestenliste | Im Gespräch |
| ------------- | ------------------------------------------ | --- | --- |
| Torhüter      | Jürgen Croy (Sachsenring Zwickau)          | Wolfgang Blochwitz (FC Carl Zeiss Jena) Jürgen Bräunlich (BFC Dynamo) Alfred Zulkowski (FC Vorwärts Berlin) Horst Weigang (FC Rot-Weiß Erfurt)     | Hans-Ulrich Grapenthin (FC Carl Zeiss Jena) Dieter Schneider (FC Hansa Rostock) Rainer Ignaczak (1. FC Union Berlin)                                                                      |
| Abwehrspieler | Klaus Urbanczyk (HFC Chemie)               | Manfred Walter (BSG Chemie Leipzig) Manfred Müller (FC Vorwärts Berlin) Harro Miller (BSG Wismut Aue) Harald Wehner (FC Rot-Weiß Erfurt)           | Wolfgang Wruck (1. FC Union Berlin) Alfons Babik (Sachsenring Zwickau) Wilfried Trümpler (BFC Dynamo) Peter Gießner (1. FC Lokomotive Leipzig)                                            |
| Abwehrspieler | Otto Fräßdorf (FC Vorwärts Berlin)         | Bernd Dobermann (Chemie Leipzig) Dieter Stumpf (BFC Dynamo) Günter Kubisch (1. FC Magdeburg) Gerhard Brümmer (FC Hansa Rostock)                    | Udo Preuße (FC Carl Zeiss Jena) Friedrich-Wilhelm Göcke (FC Karl-Marx-Stadt) Harald Betke (1. FC Union Berlin) Christoph Franke (1. FC Lokomotive Leipzig)                                |
| Abwehrspieler | Klaus-Dieter Seehaus (FC Hansa Rostock)    | Erich Hamann (FC Vorwärts Berlin) Alois Glaubitz (Sachsenring Zwickau) Dietmar Pohl (BSG Wismut Aue) Manfred Zapf (1. FC Magdeburg)                | Peter Rock (FC Carl Zeiss Jena) Wolfgang Strübing (FC Vorwärts Berlin) Reinhard Lauck (1. FC Union Berlin) Paul Kersten (HFC Chemie) Jörg Ohm (1. FC Magdeburg) Jochen Carow (BFC Dynamo) |
| Abwehrspieler | Bernd Bransch (HFC Chemie)                 | Frank-Rainer Withulz (FC Vorwärts Berlin) Helmut Hergesell (FC Hansa Rostock) Jürgen Werner (FC Carl Zeiss Jena) Joachim Meynhardt (BFC Dynamo)    | Peter Müller (FC Karl-Marx-Stadt) Stefan Gutzeit (Sachsenring Zwickau) Lothar Spitzner (BSG Wismut Aue)                                                                                   |
| Mittelfeld    | Harald Irmscher (FC Carl Zeiss Jena)       | Herbert Pankau (FC Hansa Rostock) Horst Wruck (FC Vorwärts Berlin) Konrad Schaller (BSG Wismut Aue) Eberhard Schuster (FC Karl-Marx-Stadt)         | Ulrich Prüfke (1. FC Union Berlin) Rainer Schlutter (FC Carl Zeiss Jena) Bernd Donau (HFC Chemie) Franz Egel (FC Rot-Weiß Erfurt)                                                         |
| Mittelfeld    | Gerhard Körner (FC Vorwärts Berlin)        | Roland Ducke (FC Carl Zeiss Jena) Wolfgang Seguin (1. FC Magdeburg) Rainer Trölitzsch (FC Rot-Weiß Erfurt) Harald Schütze (BFC Dynamo)             | Meinhard Uentz (1. FC Union Berlin) Hans-Jürgen Naumann (1. FC Lokomotive Leipzig) Reinhard Segger (HFC Chemie) Axel Bergmann (FC Hansa Rostock) Johann Ehl (Stahl Riesa)                 |
| Mittelfeld    | Helmut Schmidt (Chemie Leipzig)            | Rainer Nachtigall (FC Vorwärts Berlin) Wolfgang Barthels (FC Hansa Rostock) Roland Nowotny (HFC Chemie) Helmut Stein (FC Carl Zeiss Jena)          | Volkmar Neubert (FC Karl-Marx-Stadt) Gerd Schellenberg (Sachsenring Zwickau) |
| Angriff       | Jürgen Sparwasser (1. FC Magdeburg)        | Jürgen Nöldner (FC Vorwärts Berlin) Kurt Habermann (FC Hansa Rostock) Bernd Bauchspieß (BSG Chemie Leipzig) Manfred Lienemann (FC Karl-Marx-Stadt) | Klaus-Dieter Boelssen (HFC Chemie) Gerd Stieler (FC Rot-Weiß Erfurt) Jürgen Decker (FC Hansa Rostock)                                                                                     |
| Angriff       | Henning Frenzel (1. FC Lokomotive Leipzig) | Gerd Kostmann (FC Hansa Rostock) Joachim Walter (1. FC Magdeburg) Ernst Einsiedel (BSG Wismut Aue) Peter Ducke (FC Carl Zeiss Jena)                | Horst Begerad (FC Vorwärts Berlin) Hartmut Rentzsch (Sachsenring Zwickau) Peter Lyszczan (BFC Dynamo)                                                                                     |
| Angriff       | Eberhard Vogel (FC Karl-Marx-Stadt)        | Werner Drews (FC Hansa Rostock) Erhard Meyer (FC Rot-Weiß Erfurt) Wolfram Löwe (1. FC Lokomotive Leipzig) Klaus Zink (BSG Wismut Aue)              | Wolfgang Abraham (1. FC Magdeburg) Jürgen Piepenburg (FC Vorwärts Berlin) Wolfgang Schröder (Stahl Riesa) Rainer Langer (HFC Chemie) Gunter Lippmann (Sachsenring Zwickau)                |

## Sommer 1969
Veröffentlicht in der fuwo 26/1969 vor Beginn der Saison 1969/70. Die Rangliste bewertet die Oberligaspiele 1968/69.
| Position      | Elf des Jahres                             | 55-Bestenliste | Im Gespräch |
| ------------- | ------------------------------------------ | --- | --- |
| Torhüter      | Jürgen Croy (Sachsenring Zwickau)          | Hans-Ulrich Grapenthin (FC Carl Zeiss Jena) Horst Weigang (FC Rot-Weiß Erfurt) Wolfgang Blochwitz (FC Carl Zeiss Jena) Jürgen Bräunlich (BFC Dynamo)     | Dieter Schneider (FC Hansa Rostock) Rainer Ignaczak (1. FC Union Berlin) Ralf Heine (HFC Chemie) Volkhard Jany (BSG Chemie Leipzig) Hans-Georg Moldenhauer (1. FC Magdeburg) Manfred Fuchs (BSG Wismut Aue) |
| Abwehrspieler | Klaus Urbanczyk (HFC Chemie)               | Manfred Walter (BSG Chemie Leipzig) Peter Rock (FC Carl Zeiss Jena) Jörg Ohm (1. FC Magdeburg) Alfons Babik (Sachsenring Zwickau)                        | Joachim Kern (Stahl Riesa) Hans Meyer (FC Carl Zeiss Jena) |
| Abwehrspieler | Otto Fräßdorf (FC Vorwärts Berlin)         | Bernd Dobermann (Chemie Leipzig) Friedrich-Wilhelm Göcke (FC Karl-Marx-Stadt) Dieter Stumpf (BFC Dynamo) Helmut Stein (FC Carl Zeiss Jena)               | Peter Sykora (1. FC Magdeburg) Lothar Kurbjuweit (Stahl Riesa) Gerhard Brümmer (FC Hansa Rostock) |
| Abwehrspieler | Klaus-Dieter Seehaus (FC Hansa Rostock)    | Manfred Zapf (1. FC Magdeburg) Erich Hamann (FC Vorwärts Berlin) Alois Glaubitz (Sachsenring Zwickau) Reinhard Lauck (1. FC Union Berlin)                | Paul Kersten (HFC Chemie) Franz Egel (FC Rot-Weiß Erfurt) Johann Ehl (Stahl Riesa) |
| Abwehrspieler | Bernd Bransch (HFC Chemie)                 | Frank-Rainer Withulz (FC Vorwärts Berlin) Joachim Meynhardt (BFC Dynamo) Helmut Hergesell (FC Hansa Rostock) Christoph Franke (1. FC Lokomotive Leipzig) | Stefan Gutzeit (Sachsenring Zwickau) Peter Müller (FC Karl-Marx-Stadt) |
| Mittelfeld    | Herbert Pankau (FC Hansa Rostock)          | Harald Irmscher (FC Carl Zeiss Jena) Horst Wruck (FC Vorwärts Berlin) Konrad Schaller (BSG Wismut Aue) Manfred Becker (BFC Dynamo)                       | Rainer Schlutter (FC Carl Zeiss Jena) |
| Mittelfeld    | Gerhard Körner (FC Vorwärts Berlin)        | Harald Schütze (BFC Dynamo) Roland Ducke (FC Carl Zeiss Jena) Rainer Trölitzsch (FC Rot-Weiß Erfurt) Wolfgang Seguin (1. FC Magdeburg)                   | Reinhard Segger (HFC Chemie) Bernd Bartsch (BSG Wismut Aue) |
| Angriff       | Klaus Zink (BSG Wismut Aue)                | Rainer Nachtigall (FC Vorwärts Berlin) Wolfgang Barthels (FC Hansa Rostock) Helmut Schmidt (Chemie Leipzig) Hermann Stöcker (1. FC Magdeburg)            | Roland Nowotny (HFC Chemie) Gerd Schellenberg (Sachsenring Zwickau) |
| Angriff       | Jürgen Nöldner (FC Vorwärts Berlin)        | Jürgen Sparwasser (1. FC Magdeburg) Günter Aedtner (BFC Dynamo) Bernd Bauchspieß (BSG Chemie Leipzig) Gerd Stieler (FC Rot-Weiß Erfurt)                  | Klaus-Dieter Boelssen (HFC Chemie) |
| Angriff       | Henning Frenzel (1. FC Lokomotive Leipzig) | Joachim Walter (1. FC Magdeburg) Peter Ducke (FC Carl Zeiss Jena) Gerd Kostmann (FC Hansa Rostock) Horst Begerad (FC Vorwärts Berlin)                    | Gerd Beyer (HFC Chemie) |
| Angriff       | Eberhard Vogel (FC Karl-Marx-Stadt)        | Wolfram Löwe (1. FC Lokomotive Leipzig) Wolfgang Abraham (1. FC Magdeburg) Jürgen Piepenburg (FC Vorwärts Berlin) Erhard Meyer (FC Rot-Weiß Erfurt)      | Bernd Krauß (FC Carl Zeiss Jena) Otto Skrowny (BSG Chemie Leipzig) Wolfgang Schröder (Stahl Riesa) |

## Winter 1969
Veröffentlicht in der fuwo (Ausgabe 51/1969) zu Beginn der Winterpause der Saison 1969/70. Abweichend vom üblichen Saisonzeitraum bewertet die Rangliste die DDR-Oberligaspieler des Kalenderjahres 1969.
| Position      | Elf des Jahres                             | 55-Bestenliste | Im Gespräch |
| ------------- | ------------------------------------------ | --- | --- |
| Torhüter      | Jürgen Croy (Sachsenring Zwickau)          | Wolfgang Blochwitz (FC Carl Zeiss Jena) Alfred Zulkowski (FC Vorwärts Berlin) Horst Weigang (FC Rot-Weiß Erfurt) Ralf Heine (HFC Chemie)          | Volkhard Jany (BSG Chemie Leipzig) Dieter Schneider (FC Hansa Rostock) Walter Reschke (Eisenhüttenstädter FC Stahl) Werner Lihsa (BFC Dynamo)    |
| Abwehrspieler | Otto Fräßdorf (FC Vorwärts Berlin)         | Uwe Ziegler (Dynamo Dresden) Dieter Stumpf (BFC Dynamo) Udo Preuße (FC Carl Zeiss Jena) Bernd Dobermann (Chemie Leipzig)                          | Peter Sykora (1. FC Magdeburg) Lothar Kurbjuweit (Stahl Riesa) Friedrich-Wilhelm Göcke (FC Karl-Marx-Stadt) Stefan Gutzeit (Sachsenring Zwickau) |
| Abwehrspieler | Klaus Urbanczyk (HFC Chemie)               | Alois Glaubitz (Sachsenring Zwickau) Manfred Müller (FC Vorwärts Berlin) Peter Rock (FC Carl Zeiss Jena) Manfred Walter (BSG Chemie Leipzig)      | Hans-Jürgen Dörner (Dynamo Dresden) |
| Abwehrspieler | Klaus-Dieter Seehaus (FC Hansa Rostock)    | Erich Hamann (FC Vorwärts Berlin) Johann Ehl (Stahl Riesa) Klaus Sammer (Dynamo Dresden) Franz Egel (FC Rot-Weiß Erfurt)                          | Manfred Zapf (1. FC Magdeburg) Wilfried Trümpler (BFC Dynamo)                                                                                    |
| Abwehrspieler | Frank-Rainer Withulz (FC Vorwärts Berlin)  | Bernd Bransch (HFC Chemie) Helmut Hergesell (FC Hansa Rostock) Werner Krauß (FC Carl Zeiss Jena) Frank Ganzera (Dynamo Dresden)                   | Heinz Wohlrabe (Sachsenring Zwickau) |
| Mittelfeld    | Harald Irmscher (FC Carl Zeiss Jena)       | Gerhard Körner (FC Vorwärts Berlin) Herbert Pankau (FC Hansa Rostock) Manfred Becker (BFC Dynamo) Heinz Krieger (Sachsenring Zwickau)             | Erhard Mosert (HFC Chemie) Bernd Bartsch (BSG Wismut Aue)                                                                                        |
| Mittelfeld    | Helmut Stein (FC Carl Zeiss Jena)          | Rainer Schlutter (FC Carl Zeiss Jena) Horst Wruck (FC Vorwärts Berlin) Wolfgang Strübing (FC Vorwärts Berlin) Harald Schütze (BFC Dynamo)         | Helmut Schühler (FC Hansa Rostock) |
| Mittelfeld    | Roland Ducke (FC Carl Zeiss Jena)          | Hans-Jürgen Kreische (Dynamo Dresden) Jürgen Nöldner (FC Vorwärts Berlin) Konrad Schaller (BSG Wismut Aue) Dieter Leuschner (Sachsenring Zwickau) | Peter Rohde (BFC Dynamo) |
| Angriff       | Wolfram Löwe (1. FC Lokomotive Leipzig)    | Roland Nowotny (HFC Chemie) Rainer Nachtigall (FC Vorwärts Berlin) Gert Heidler (Dynamo Dresden) Peter Lyszczan (BFC Dynamo)                      | Gerd Schellenberg (Sachsenring Zwickau) |
| Angriff       | Henning Frenzel (1. FC Lokomotive Leipzig) | Peter Ducke (FC Carl Zeiss Jena) Peter Henschel (Sachsenring Zwickau) Günter Aedtner (BFC Dynamo) Dieter Scherbarth (BSG Chemie Leipzig)          | Horst Begerad (FC Vorwärts Berlin) Klaus Lehmann (Stahl Riesa) Horst Rau (Dynamo Dresden) Joachim Streich (FC Hansa Rostock)                     |
| Angriff       | Eberhard Vogel (FC Karl-Marx-Stadt)        | Jürgen Piepenburg (FC Vorwärts Berlin) Hartmut Hoffmann (Sachsenring Zwickau) Lothar Hahn (FC Hansa Rostock) Joachim Walter (1. FC Magdeburg)     | Dieter Scheitler (FC Carl Zeiss Jena) Wolfram Meinert (Stahl Riesa) Jörg Prescher (BFC Dynamo)                                                   |